# Villars-les-Dombes
Villars-les-Dombes è un comune francese di 4 418 abitanti situato nel dipartimento dell'Ain della regione dell'Alvernia-Rodano-Alpi.

## Società

### Evoluzione demografica
Abitanti censiti

## Storia

### Toponimia
Villars-les-Dombes, (per la precisione Villars-lès-Dombes) indica un paese nell'ex principato di Dombes, del quale tuttavia non faceva parte. Il suo nome antico (Villars-en-Bresse), poneva l'accento sulla sua appartenenza alla Bresse, dipendente dalla Savoia, in contrapposizione al Delfinato.

### Eventi storici
Medaglioni d'argento rinvenuti nel territorio comunale di Villars che mostrano l'effigie di imperatori quali Traiano, dimostrano l'esistenza di un insediamento abitativo nell'attuale territorio di Villars les Dombes durante il periodo gallo-romano. Inoltre una strada romana collega il paese a Montluel.
La signoria di Villars (attestata dagli archivi fin dal 940) divenne, a seguito di matrimoni, signoria di Thoire et Villars nel 1188, e verso il 1400 la capitale ne fu Trévoux.
Dalla famiglia di Thoire e Villars (Umberto VII di Thoire, Oddone di Villars, etc...), la signoria passò per matrimonio a Filippo di Lévis (1380 - 1440), visconte di Lautrec. Renato di Savoia, detto "il Gran Bastardo di Savoia", ne fu investito nel 1498, sposando Anna Lascaris di Tenda. Nel 1565 Villars fu eretta, a beneficio di Onorato II di Savoia, figlio di Renato, a marchesato dipendente da Casa Savoia.
Nel 1705 il maresciallo di Villars ottenne l'elevazione di numerosi domini, piccole enclave francesi nel principato di Dombes, a ducato di Villars.  La sua discendenza si estinse nel 1788 con la morte del figlio Honoré-Armand, 2º duca di Villars.